# John Tyler senior

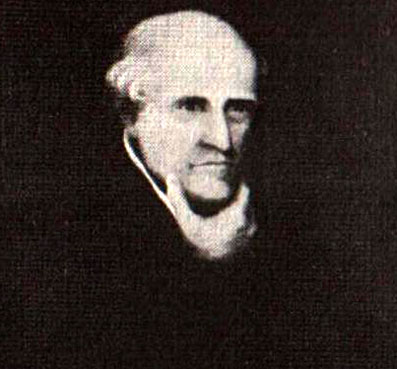
John Tyler (um 1813)

John Tyler Sr. (* 28. Februar 1747 im Charles City County, Kolonie Virginia; † 6. Januar 1813 in Charles City, Virginia) war ein US-amerikanischer Politiker (Demokratisch-Republikanische Partei), Richter, Plantagenbesitzer und Gouverneur von Virginia. Er war der Vater des Gouverneurs von Virginia und späteren zehnten Präsidenten der Vereinigten Staaten, John Tyler.
Tyler studierte die Rechtswissenschaften in Williamsburg auf dem College of William & Mary, wo sein Freund Thomas Jefferson sein Zimmergenosse war (auch Patrick Henry zählte zu seinen Freunden), und praktizierte am Bezirksgericht. Nach der Unabhängigkeitserklärung war er Mitglied und Speaker des Abgeordnetenhauses von Virginia. 1786 wurde er zum Richter des Seegerichts und danach auch Richter am Court of Appeals von Virginia. Nach der Neustrukturierung des Gerichtssystems wurde er zum Richter des Obersten Gerichtshofes. 1808 wurde Tyler zum Gouverneur von Virginia gewählt und 1811 wurde er als Nachfolger von Cyrus Griffin Richter am Bundesbezirksgericht für den Distrikt Virginia. Er starb am 6. Januar 1813.